# Sur les sables brûlants
Pour le film de Gerard McMurray sorti en 2017, voir Burning Sands.
Pour plus de détails, voir Fiche technique et Distribution.
Sur les sables brûlants (titre original : Burning Sands) est un film muet américain réalisé par George Melford, sorti en 1922.

Le film met notamment en vedette Wanda Hawley, Milton Sills et Louise Dresser. Sorti le 3 septembre 1922 par Paramount Pictures,, on ignore toujours si le film a survécu ; il pourrait donc s'agir d'un film perdu.
la Paramount espérait que le film connaîtrait le même succès que Le Cheik produit par le studio l'année précédente.

## Synopsis
Comme le décrit une critique d'un magazine de cinéma, un vieux cheik bienveillant est trompé par son fils malfaisant, qui cherche à détruire son père en s'unissant à la tribu ennemie. Cependant, le plan est déjoué par un jeune philosophe anglais qui vit seul dans l'oasis. Dans la bataille qui s'ensuit, le méchant est tué, laissant la voie libre au mariage heureux du philosophe et de la jeune femme qu'il aime.

## Fiche technique
- Réalisation : George Melford
- Scénario : Olga Printzlau, Waldemar Young d'après Arthur Weigall
- Société de production : Paramount Pictures
- Photographie : Bert Glennon
- Date de sortie : 
  - États-Unis : 3 septembre 1922

## Distribution
- Wanda Hawley : Muriel Blair
- Milton Sills : Daniel Lane
- Louise Dresser : Kate Bindane
- Jacqueline Logan : Lizette
- Robert Cain : Robert Barthampton
- Fenwick Oliver : Mr. Bindane
- Winter Hall : le Gouverneur
- Harris Gordon	: le secrétaire
- Albert Roscoe : Ibrihim
- Cecil Holland : le vieux Sheik
- Joe Ray : Hussein